# Schönes Gehege
Schönes Gehege ist ein Roman von Gabriele Wohmann, der 1975 bei Luchterhand in Darmstadt erschien.
Das Buch persifliert an den Haaren herbeigezogene Konstruktionen zeitgenössischer Prosa-Autoren. Der Schöngeist Robert Plath will jenen Teufelskreis durchbrechen und schwärmt: „… wenn ich mich im GROSSEN GEHEGE von Caspar David Friedrich einrichte,...“

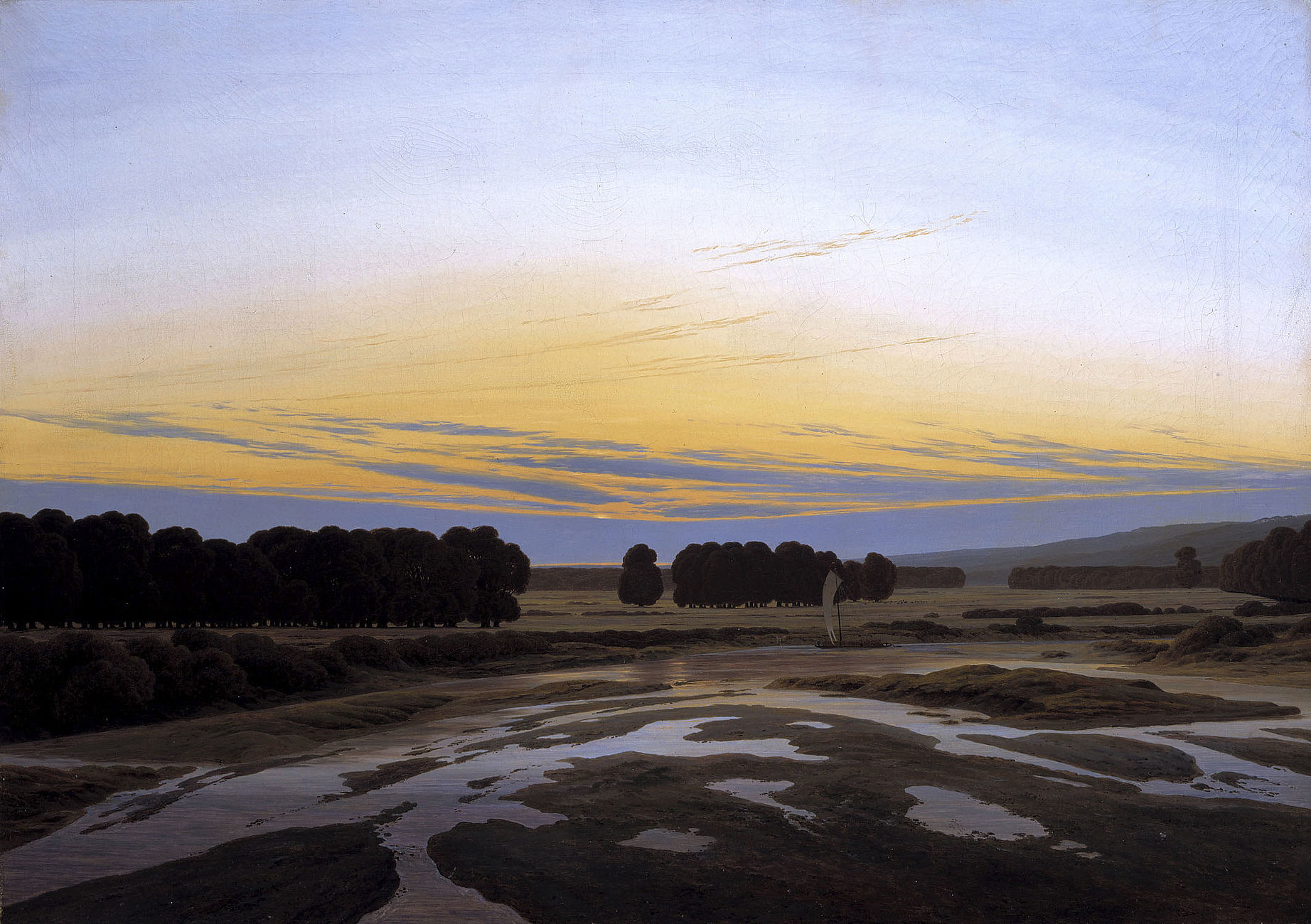
Caspar David Friedrich um 1832: Das Große Gehege
in der Dresdner Galerie Neue Meister

## Inhalt
Unbekannt ist der reichlich 40-jährige Schriftsteller Robert Plath aus dem Westen Deutschlands gewiss nicht. Denn eine Engländerin promoviert über ihn und der routinierte Filmemacher A. P. Roll und sein Team arbeiten an einem Porträt für das TV-Abendprogramm – Anlass für Plath zu einer tiefschürfenden Introspektion. Während Plaths Ehefrau Johanna werktags zeitig 'raus muss – ihrem Beruf als Dozentin für Sprachlabortechnik nachgeht – macht Plath die Betten, bevor er an seinen – sage und schreibe – fünf Schreibtischen gegen die Zettelwirtschaft kämpft; sprich, seinen Roman Schönes Gehege fabrizieren möchte. Johanna fragt den Gatten immer einmal: „Was macht denn dein Roman“ und gibt in dem Zusammenhang praktische Schreibhinweise zur Minimierung zu gegebener Zeit eingehender schriftlicher Leseranfragen. Schilderungen der eigenen Kindheit sowie dann nichtprimitiver Liebeleien wären auch ganz angemessen. Die auf böser Erfahrung basierenden und wirklich bloß gutgemeinten Tipps treffen auf taube Ohren. Den Romancier kotzt das Thema Liebe an.
Gerne schauen sich Plath und Johanna im Fernsehen bis in die Nacht hinein Spielfilme mit Hollywoodstars an. Davon will A. P. Roll nichts wissen. „Ein wohlgesonnener <sic!> gelassener glücksfähiger Plath“ ist uninteressant. A. P. Roll möchte „die nachgestellte Vergangenheit ein wenig frisieren“; möchte einen grimmigen Plath auf dem TV-Bildschirm von Otto Normalverbraucher bringen; grimmig auf die Spießer. Plaths Böser Blick, bereits im Drehbuch verankert, müsse filmisch umgesetzt werden. Mit Plath ist das nicht zu machen. Man einigt sich nach schier unendlichem Hin und Her doch. Der Filmemacher will auf einmal einen wehmütigen, nostalgischen Plath. Der Tod von Plaths liebem Vater, verstorben an einem 19. September um 21 Uhr, wird als eine der Filmsequenzen, die auf dem Friedhof spielt, bemüht. Zudem kommen Reisen des Ehepaares Plath zur Sprache – in den Schwarzwald, nach Holland, Österreich und die Schweiz oder auch Lesereisen Plaths zu einer „Lyriktante“ nach Nürnberg  sowie nach Göttingen. A. P. Roll lässt nicht locker. Das Thema Frauen in Plaths Leben sollte angesprochen werden. Der Schriftsteller kontert, er habe das Alter der Bettgeschichten hinter sich.
Obwohl Plath mehrfach beteuert, er liebe Regenwetter, sei „ganz ohne Tatkraft“, sei weder Verführer noch Verführter gewesen, könne nicht einmal ein Auto lenken, lebe also ganz normal bürgerlich und schreibe freundlich, nörgelt er auf reichlich zweihundert dichtbedruckten Seite über die Welt. Denn Plath will keinesfalls ein Mitläufer sein. Ein schwieriges Unterfangen ist das Filmprojekt. Da nimmt es nicht wunder, dass der Schriftsteller sich mit Vorliebe in sein schönes Gehege zurückzieht, das vornehmlich bevölkert wird von Bach, Goethe und Schubert sowie ferner von Montaigne, Hebbel, C. F. Meyer, Hesse, Joyce und natürlich von Mozart. Die Maurerische Trauermusik c-Moll KV 477 des Salzburger Genius wird mit ergreifend und wunderbar attributiert.

## Zitate
- Das Sterben und die Angst vor dem Tode spielen im Roman ein nicht vernachlässigbare Rolle. Dazu ein Theologe: „Wer sich im Diesseits nicht freuen kann, der wird es auch im Jenseits nicht können.“[7]
- Plath spricht Schriftstellerwahrheiten gelassen aus – zum Beispiel: „Ich möchte von mir reden, dann lüge ich am wenigsten...“[8]

## Form
Der geplagte Leser muss sich mit dem unablässigen Wechsel des Erzählstandpunktes zwischen Er- und Ich-Perspektive anfreunden. Hauptsächlich darf der Protagonist Plath denken.
Aspekte zur „reaktionären Landkarte von BRD und DDR“ sind maßvoll eingestreut.
Plath weiß, „daß ein Minimum an Handlung nötig ist, um die Leute bei der Stange zu halten“. Dieses Prosa-Diktum hat Gabriele Wohmann bei der Niederschrift des Romans kaum im Auge behalten. Ein tragendes Grundkonstrukt des Romans – basierend auf A. P. Roll insistiert Plath – wird in der zweiten Romanhälfte nicht weiter verfolgt, doch am Romanende wiederaufgenommen. Gemeint sind solche Passagen, wo doch noch so etwas wie Handlung aufkommt; zum Beispiel, wo der evangelische Plath sich unter die Katholiken in deren Akademie nahe bei Letmathe/Westfalen mischt und in deren Gemäuer die Bekanntschaft einer nervenkranken „transusigen“ Frau macht.
Das titelgebende Schön fällt auf. Da ist vom „schönen Streß im Genitalbereich der zwei Afrikaforscher“ die Rede. Oder die Passage, in der es um das „Aufnehmen des Schönen“ geht.
Gelegentlich muss der Leser ein Wort im Duden nachschlagen – zum Beispiel beschickern für betrinken. Mitunter scheint es, Gabriele Wohmann konnte ihre überbordende Fantasie nicht recht zügeln: „...sie sahen allesamt so ziemlich debil aus, noch als Wasserfarbenleichname, wie inzestuös zustandegekommene Landbevölkerung...“ Während des Vortrags der Geschichte mit der nervenkranken, aus dem Schuldienst entlassenen Frau in Letmathe grübelt der Leser einerseits über Gabriele Wohmanns Stilgefühl bei solchen Sätzen wie: „Ungefähr eine halbe Stunde nach dem Telefonat mit der nervenkranken Frau wählte Plath die Nummer der nervenkranken Frau.“ Beim Durchhalten bis zum Textende aber wird der Leser andererseits mit trefflichen Wendungen entschädigt, zum Beispiel mit der „lebenslangen Zappelei“ für all unsere Mühen zu Lebzeiten.

## Rezeption
- 18. August 1975, Christa Rotzoll im Spiegel: Am wenigsten gelogen
- Nach Rutschky dementiert Plath das eigene Bild vom renommierten Schriftsteller. Rutschky wirft der Gabriele Wohmann jener 1970er mangelnde Realitätsnähe vor.
- Nach Schafroth liegt zwar kein Text zur Lebenshilfe vor, doch könne mit ihm Lebenssinn neu definiert werden. Beinahe sehnsüchtig verwandle sich Gabriele Wohmann mit Plath in einen Autor ihrer geheimen Wahl.
- Bisweilen habe sich Schultz-Gerstein über Gabriele Wohmanns Produktionen gelangweilt. So auch manchmal hier. Allerdings zwinge der seltsam private Charakter des beruhigenden Romans zum Weiterlesen. In dieser Satire werde nicht in erster Linie das effekthascherische Medium TV-Report angeprangert, sondern Plath betrachte seine Autorenrolle trauernd und verzweifelt aus der Täterperspektive.
- Einen verzweifelten Plath beobachtet auch Vormweg. Das genauere Studium des Helden sei für den Leser allemal gewinnbringend. Leider sei ein Bruch, der leicht vermeidbar gewesen wäre, unübersehbar: Gabriele Wohmann dränge sich andauernd in die Rolle Plaths.
- Nach Häntzschel[18] hat Gabriele Wohmann in dem Text die eigene Befindlichkeit ausgebreitet. Plath – stets ratlos – sei endlich nicht klüger als am Anfang. Häntzschel begreift nicht, weshalb sich die Autorin als Plath maskiert. Des Weiteren stehe der rigorose Rückzug Plaths ins Private gegen seinen permanenten Mut zur Selbstentblößung.
- Der Verriss des Mitarbeiters in Barners Literaturgeschichte besteht aus einem lapidaren Satz, nach dem der Text in Monotonie ausufere.[19]
- 18. Mai 2002, Benoît Pivert in der Berliner Zeitung: So spannend ist das Leben nicht

### Erstausgabe
- Schönes Gehege. Roman. Luchterhand, Darmstadt 1975, 324 Seiten, ISBN 3-472-86399-4

### Verwendete Ausgabe
- Schönes Gehege. Roman. Rowohlt, Hamburg 1978, 219 Seiten, ISBN 3-499-14292-9

### Sekundärliteratur
- Michael Christian Rutschky: Der Wille zur Ungreifbarkeit. S. 86–90 in: Gabriele Wohmann. Materialienbuch. Einleitung von Karl Krolow. Bibliographie von Reiner Wohmann. Herausgegeben von Thomas Scheuffelen. Luchterhand, Darmstadt und Neuwied 1977, 150 Seiten, ISBN 3-472-61184-7
- Heinz F. Schafroth: Winzige Anstiftungen zum Glück. S. 90–93 in: Gabriele Wohmann. Materialienbuch. Einleitung von Karl Krolow. Bibliographie von Reiner Wohmann. Herausgegeben von Thomas Scheuffelen. Luchterhand, Darmstadt und Neuwied 1977, 150 Seiten, ISBN 3-472-61184-7
- Christian Schultz-Gerstein: Im Käfig der Öffentlichkeit. S. 93–97 in: Gabriele Wohmann. Materialienbuch. Einleitung von Karl Krolow. Bibliographie von Reiner Wohmann. Herausgegeben von Thomas Scheuffelen. Luchterhand, Darmstadt und Neuwied 1977, 150 Seiten, ISBN 3-472-61184-7
- Heinrich Vormweg: Das Gehege der mittleren Jahre. S. 97–101 in: Gabriele Wohmann. Materialienbuch. Einleitung von Karl Krolow. Bibliographie von Reiner Wohmann. Herausgegeben von Thomas Scheuffelen. Luchterhand, Darmstadt und Neuwied 1977, 150 Seiten, ISBN 3-472-61184-7
- Günter Häntzschel, Jürgen Michael Benz, Rüdiger Bolz, Dagmar Ulbricht: Gabriele Wohmann. Verlag C. H. Beck, Verlag edition text + kritik, München 1982, Autorenbücher Bd. 30, 166 Seiten, ISBN 3-406-08691-8
- Wilfried Barner (Hrsg.): Geschichte der deutschen Literatur. Band 12: Geschichte der deutschen Literatur von 1945 bis zur Gegenwart. Beck, München 1994, 1116 Seiten, ISBN 3-406-38660-1
- Renate Da Rin: Pathologie der Familie. Untersuchung der Romane „Abschied für länger“ und „Schönes Gehege“ von Gabriele Wohmann anhand der Familiensystemtheorie nach P. Minuchin und U. Bronfenbrenner. 88 Seiten. Tectum Verlag, Marburg 1995, ISBN 3-89608-873-4